# Pristavlja vas
Pristavlja vas je naselje v Občini Ivančna Gorica. Nahaja se na južnem delu Gradišča in nedaleč je tudi nekdanje ilirsko najdišče Cvinger.